# Lunch. Drunk. Love.
Lunch. Drunk. Love. è il nono album in studio del gruppo musicale pop punk statunitense Bowling for Soup, pubblicato nel 2013.

## Tracce
1. Critically Disdained – 2:39 (Jaret Reddick)
2. Since We Broke Up – 3:42 (Reddick, Linus of Hollywood)
3. Real – 4:03 (Reddick, Linus of Hollywood)
4. From the Rooftops – 3:01 (Reddick, Ryan Hamilton)
5. Circle (cover di Edie Brickell & New Bohemians) – 2:55 (Brandon Aly, Edie Arlisa Brickell, John Walter Bush, John Bradley Houser, Kennteh Neil Withrow)
6. Normal Chicks – 3:15 (Reddick, Linus of Hollywood)
7. I Am Waking Up Today – 2:49 (Reddick, Linus of Hollywood)
8. Couple of Days – 2:36 (Reddick)
9. And I Think You Like Me Too – 3:07 (Reddick, Linus of Hollywood)
10. Envy – 3:25 (Reddick, Linus of Hollywood)
11. How Far This Can Go – 3:58 (Reddick, Linus of Hollywood)
12. Right About Now – 2:40 (Reddick)
13. Kevin Weaver – 3:37 (Reddick)

## Formazione
- Jaret Reddick – voce, chitarra
- Chris Burney – chitarra, cori
- Erik Chandler – basso, cori
- Gary Wiseman – batteria